# Tonair
tonair war eine 1998 gegründete, vierköpfige deutsche Popband aus dem Münchner Raum. Das Genre ist englischsprachige Popmusik.

## Geschichte
Im Februar 1998 gründeten Florian Laske (Leadgesang, Gitarre), Bernd Braun (Schlagzeug) und Andreas Scheerer (Bass, Gesang) die Gruppe tonair. Die drei kannten sich aus Aichach, wo sie alle zur Schule gingen. Der Älteste von ihnen, Andreas Scheerer, machte dort ein Jahr zuvor sein Abitur. Ursprünglich gehörten Florian Laske und Bernd Braun einer Band mit dem Namen „The Revits“ an, die sich aber schon 1997 aufgelöst hatte. Andreas Scheerer, der als Bassist der Aichacher Stadtkapelle auftrat, war Laske aus dem Schulchor bekannt.
2004 trat der jüngere Bruder von Andreas Scheerer, Josua Scheerer (Orgel, Gesang) der Band bei.
In den Jahren von 2002 bis 2004 erfolgten zahlreiche Konzerte, unter anderem in München (Tollwood-Festival, Metropolis, Theatron, Atomic Café, Kulturzentrum Backstage, Substanz, bei Bayern 3), aber auch in Hamburg (Markthalle) und im spanischen Bilbao (Bilborock). In letzteres durfte die Band als Mitgewinner des Münchner Wettbewerbs „Sprungbrett Popkultur“ reisen.
2004 bis 2005 hatte die Gruppe aufgrund eines längeren Aufenthalts von Sänger Florian Laske in England keine Auftritte. Doch nach dessen Rückkehr gab die Band wieder zahlreiche Konzerte. Im Winter 2005 wurde die Demo-CD They Say aufgenommen.
2007 wurde die erste Single Ride As You Are herausgegeben und landete jeweils auf dem 1. Platz bei den Redaktionscharts und den Downloadcharts der Antenne Bayern Soundgarage und kam deutschlandweit im Radio zum Einsatz. Im Juli 2007 traten sie schließlich beim Dachauer Open-Air als Vorband von Boppin’B, Melanie C und den Scorpions auf. In Zusammenarbeit mit dem Produzenten Sami Khatib wurde ebenfalls 2007 die Single Pride veröffentlicht. Zahlreiche Radiostationen wurden nun auf die Band aufmerksam. Radioauftritte bei Bayern 3 und KenFM Berlin folgten.
Der Durchbruch gelang im Jahr 2008 mit der Fertigstellung des Albums Back in the Nineties. Tonair überraschte mit diesem Album, das neben anspruchsvollen Kompositionen und charmanten Melodien auch originelle Texte bietet. Manche Kritiker führten an, dass das Album entgegen seinem Titel eher nach Sixties klinge. Sie meinten, tonair sei ähnlich der schwedischen Band Mando Diao sowie einiger anderer Bands dazu übergegangen, sich auf die Musik der 1960er Jahre zu beziehen. Dies war von der Band jedoch nicht so beabsichtigt.
Sie wählten den Albumtitel Back in the Nineties, weil es zum einen ein Lied der CD ist und sie sich andererseits an die Anfangszeit ihrer Band „rückbesinnten“, die in den 1990er Jahren lag. Einige Songs des Albums sind auch fast schon so alt, es ist im Grunde genommen eine „Greatest Hits CD“.
Nach diesem Erfolg drehte die Band ihr erstes Video mit dem Titel Hommage an den Träumer. Ausgewählt wurde dafür das tonair-Lied I love you so much more. Zu Weihnachten 2008 veröffentlichte die Band die Single A Star So Bright (Merry Christmas).

## Stil

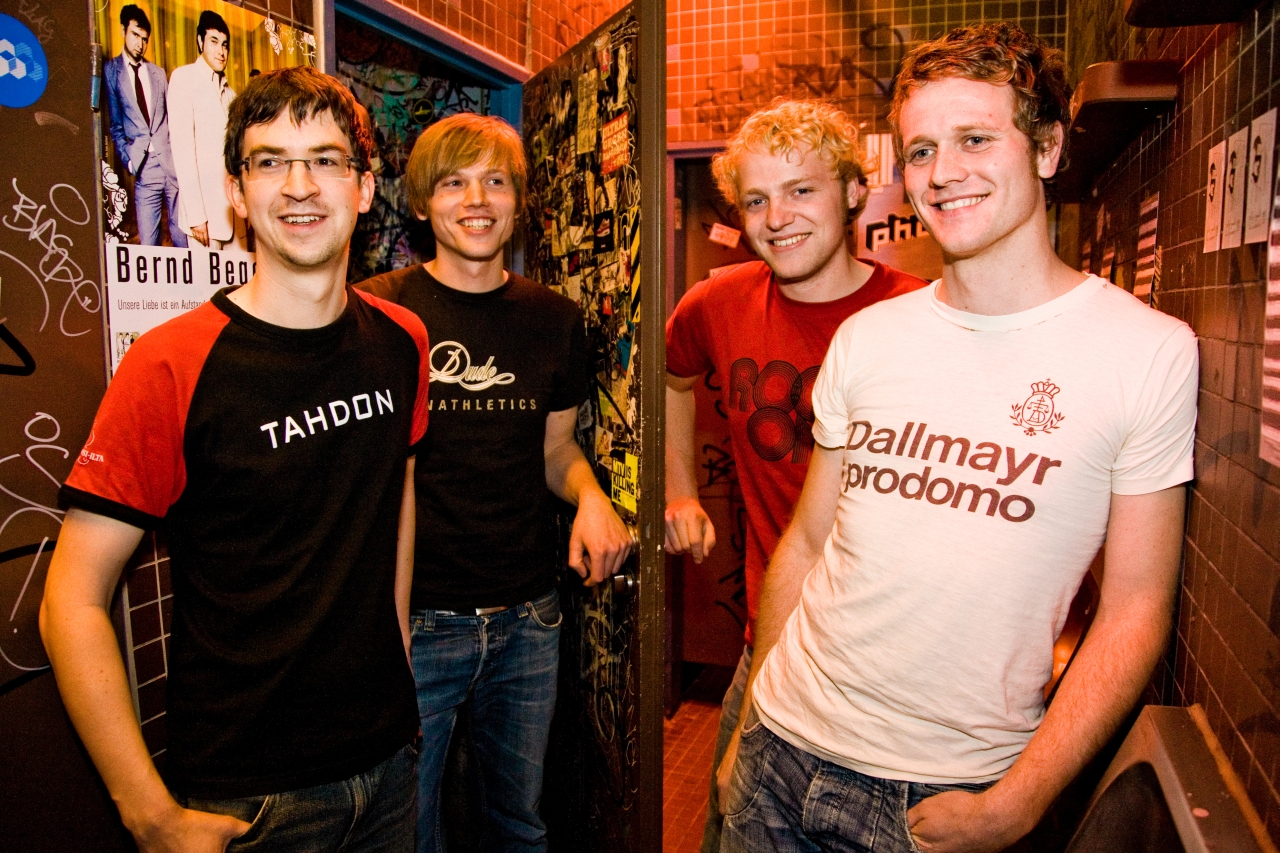
Die Band: Von links: Bernd, Andreas, Josua, Florian

### Texte
Vor allem bei den jüngeren Werken kann man feststellen, dass die Texte mehr Bedeutung gewinnen. Ab und an schimmern poetische Darstellungen durch, die aber immer Hand in Hand mit einfachen, offensichtlichen Ausführungen gehen. Es geht oft um persönliche Erfahrungen, ohne dass sie unbedingt autobiografisch sein müssen. Für eigene Interpretationen bleibt dabei immer Spielraum.
I love you so much more ist natürlich ein Liebeslied, wobei der Protagonist zwischen Realität und Wunschdenken balanciert. Denn einerseits hat ihn seine Traumfrau noch nie bemerkt, andererseits spricht er sie direkt und mutig an, wobei letzteres wohl eher in seiner Vorstellung geschieht.
Back in the Nineties handelt von der Vergänglichkeit des Lebens und von den ausgelassenen Chancen, denen man nachtrauert. Doch obwohl man sich mit jeder Sekunde des Lebens verändert, gibt es immer etwas, das einen mit der eigenen Vergangenheit verbindet. Dies kann man natürlich als Last oder als positive Gegebenheit empfinden.

### Musik
Charakteristisch für die Musik von tonair sind einprägsame Melodiefolgen, klare Rhythmen und melodiöser Gesang, ohne dabei auf einen eigenen Stil zu verzichten. Weitere Merkmale sind kurze prägnante Songs, ein oft mehrstimmiger Chorgesang sowie die ungewöhnliche Instrumentierung mittels einer original Hohner Kofferorgel.
Der mehrstimmige Gesang zeigt sich beispielsweise bei Back in the Nineties durch den Uh-Chor im Refrain; dieser steht aber trotzdem meist hinter dem Solosänger. Trotz der intellektuell anspruchsvollen Texte animiert die Musik zum Mitsingen, vor allem aber auch zum Mittanzen. Vom Rock ’n’ Roll kommt das oft sehr rasche Tempo der Songs. Dies kommt zum Beispiel bei I love you so much more gut zum Ausdruck.
Im Laufe der Jahre begann sich der Stil von tonair zu ändern. Neben vermehrtem Augenmerk auf die Texte, wurde die Musik deutlich rockiger. Im Album Back in the Nineties werden rockige Gitarrennummern wie Up in the Trees und Don’t von zurückhaltenden Balladen wie zum Beispiel Starting All Over und Ride As You Are abgelöst.
„Mehr Pop als Indie, mehr London als München“ schrieb die Süddeutsche Zeitung über die Musik von tonair.
Die Band tonair, deren Wurzeln im Blues liegen, ist eine Mischung aus Pop und alternativem Indie-Rock. Da die Musik ein wenig britisch klingt, wird die Band oft mit Britpop-Gruppen wie Oasis und Keane verglichen, häufig werden auch die Beatles angeführt. Befragt man jedoch Sänger Florian Laske nach seinen „Vorbildern“, werden ganz andere Musiker genannt. Er bewundert die Stimmen der Sängerinnen von The Cardigans, einer schwedischen Band, die bereits Anfang der 1990er Jahre gegründet wurde, sowie den Gesang von Bob Dylan und Freddie Mercury.
Die Regensburger Stadtzeitung berichtete: „tonair zelebriert wunderbaren, dezenten Indie-Pop, infiltriert vom Geiste des Mersey Beat und geprägt vom Klang Josua Scheerers Hohner-Kofferorgel, die meist für mehr Aufhören sorgt, als die angenehm dezenten Gitarren.“
Generell kann man sagen, dass sich die Gitarren dem Song unterordnen. Andreas Scheerers Bassspiel kommt eher geradlinig, unverschnörkelt herüber. Florian Laskes Gitarrenspiel folgt ähnlichen Prinzipien. Meist spielt er Rhythmusgitarre, d. h. die Gitarre hat begleitende Funktion, wobei er ab und an auch solistisch aktiv wird und dabei zeigt, dass er im Rhythm-’n’-Blues-Bereich verwurzelt ist. Beispiele dafür sind bei Don’t oder Start! zu finden. Obwohl tonair der Musik Großbritanniens nahestehen, wird Bernd Brauns Schlagzeugspiel eher als „amerikanisch“ bezeichnet. Das britische „Understatement“-Schlagzeugspiel ist nicht das Seine, er setzt eher auf solides Können und wirkungsvolle Rhythmen und Einwürfe.
Besondere Bedeutung hat der Sound Josua Scheerers alter Hohner Symphonic Kofferorgel. Es handelt sich um eine elektronische, zusammenklappbare Orgel, deren Bauart vorwiegend Mitte der 1960er Jahre in zahlreichen Beatbands zum Einsatz kam. Der helle, fiepsige Klang der Orgel verleiht tonair eine ganz eigene Note. Anders als bei den Doors gibt es bei tonair keine psychodelischen, durch Drogencocktails aufgeputschte Orgelsoli, dennoch tritt die Kofferogel beim ersten Stück der Single Pride sowie bei Back in the Nineties besonders gut hervor.
Eine weitere Besonderheit von tonair ist Florian Laskes glasklare und hohe Lead-Stimme. Die Kritiken zeigen sich von seinem Gesang begeistert. Er hat eine weiche Stimme, die vor allem bei den Balladen wunderbar zur Geltung kommt.

### Auftreten
Gekleidet ist das Quartett ganz im Stil der 1990er Jahre. Sie tragen Jeans, T-Shirt und Turnschuhe. Ihre Fans mögen sie wegen ihres Understatements. Es geht tonair weniger um die politische Einstellung als um die Musik, mit der sie ein Stück Lebensgefühl ausdrücken.
„Sie wirken gelassen und doch fröhlich, professionell, aber mitreißend.“ (Süddeutsche Zeitung zum Tollwood-Festival Auftritt 2007).

## Bandmitglieder
- Andreas Scheerer (* 27. Oktober 1977) erhielt seit 1987 eine Ausbildung zum Trompeter, erlernte aber auch den E-Bass. Er ist Sänger und Bassist.
- Florian „Flo“ Laske (* 22. November 1979) ist der Lead-Sänger der Band sowie Gitarrist. Außerdem ist er Komponist und Texter. Er begann im Alter von elf Jahren mit dem Gitarrenunterricht und wird seit 1998 in klassischem Gesang ausgebildet.
- Bernd Braun (* 9. Februar 1981) ist Schlagzeuger, er begann als Zehnjähriger mit dem Unterricht.
- Josua Scheerer (* 17. Dezember 1984), ist das jüngste Mitglied der Band. Er erhielt bereits im Alter von sechs Jahren Klavierunterricht. Er ist Organist und wie sein älterer Bruder Andreas Sänger der Band.

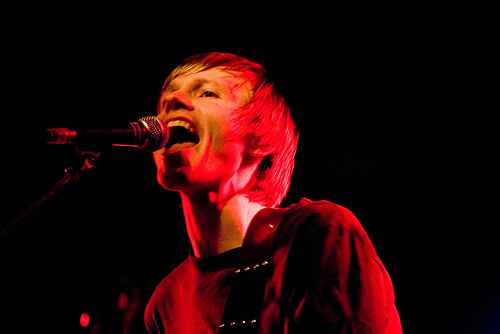
Andreas Scheerer
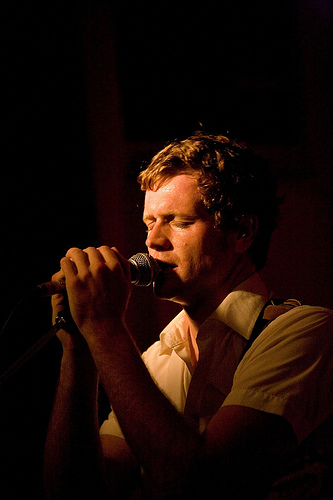
Florian Laske
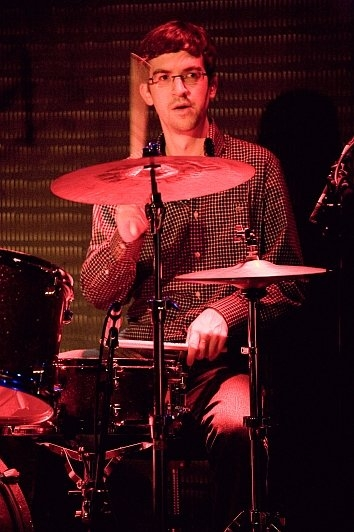
Bernd Braun
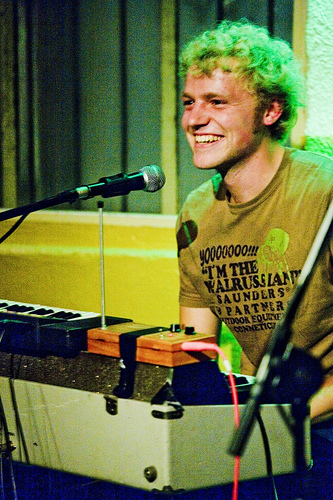
Josua Scheerer

## Bandname
In einem Interview äußerte sich Florian Laske zum Band-Namen: „Der Name ‘tonair‘ hat keine eindeutige Bedeutung. Es ist ein Kunstwort – der Band hat der Klang gefallen und vielleicht auch die Konnotationen, die in den zwei Silben stecken. Übrigens ist bei der von der Band gewählten Aussprache die zweite Silbe betont, also eher die französische Aussprache.“

## Auszeichnungen

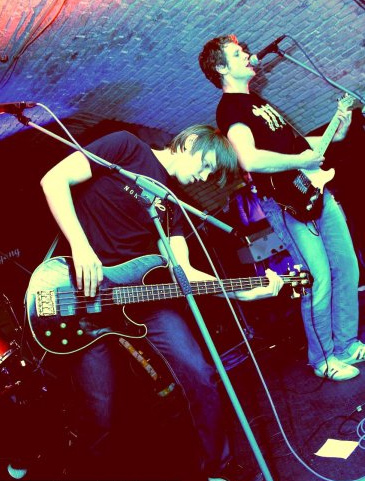
Andreas Scheerer und Florian Laske

- Zweiter Sieger bei den Bandwettbewerben „Sprungbrett Popkultur“ in München, 2001
- „Band des Jahres“ in Augsburg im Jahre 2001
- Gewinner des Bandwettbewerbs der Sparkasse Dachau im Mai 2006
- „Bayerische Band der Woche“ bei on3Radio im Oktober 2008

## Diskografie

### Alben
- 2002: Superneutral
- 2005: They Say
- 2008: Back in the Nineties

### Singles
- 2007: Ride As You Are
- 2007: Pride
- 2008: A Star So Bright (Merry Christmas)